# Elffy Albrecht Ibañez
Elffy Albrecht Ibañez (1914-1987) fue una abogada y educadora boliviana.

## Biografía

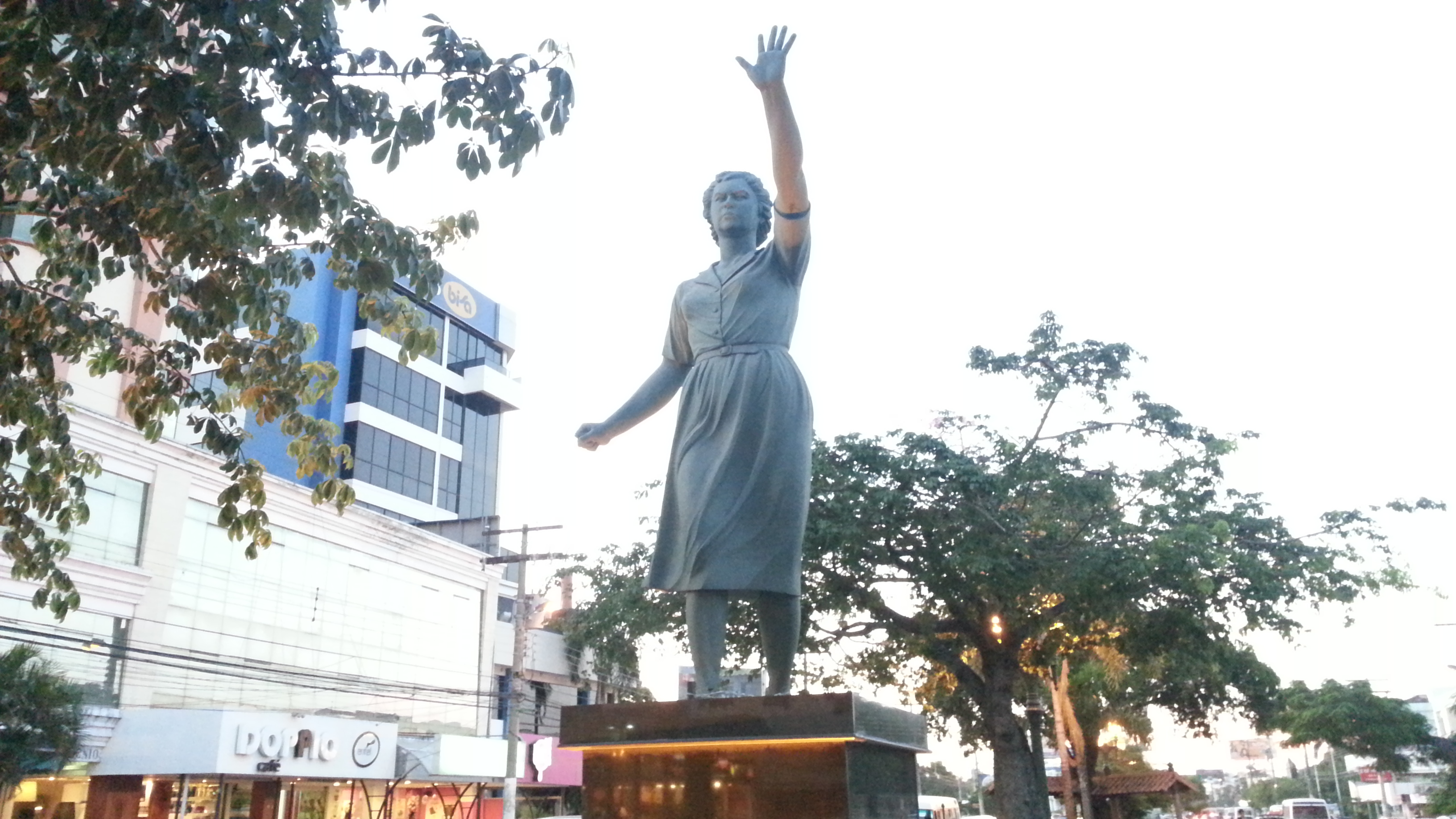
Monumento en honor de Albrech Ibañez en Santa Cruz de la Sierra, Bolivia.

Albrech Ibañez nació en Santa Cruz de la Sierra, Bolivia.
El 31 de octubre de 1957 fundó la Unión Juvenil Femenina Cruceñista que habría de preceder al Comité Cívico Femenino de Santa Cruz.
El 6 de diciembre de 1957 realizó una huelga de hambre en el Salón de Actos de Santa Cruz para defender los derechos e intereses de la población. Fue detenida por la policía y liberada más tarde gracias a los esfuerzos de varios de sus seguidores, aunque se le condenó al exilio junto con otros dirigentes cívicos. Tras su regreso en 1970 estuvo a cargo del establecimiento del Comité Cívico Femenino de Santa Cruz, así como de la Asociación de Mujeres Profesionales.
En 1973 recibió la Gran Orden Boliviana de la Educación por su trabajo en favor de la educación y la niñez y juventud de Bolivia.
En septiembre de 1988 se erigió un monumento en su honor en su ciudad natal, por obra del escultor David Paz Ramos.